# 藤立次郎
藤立 次郎（ふじたて じろう、1971年6月22日 - ）は、大阪府大阪市旭区出身の元プロ野球選手（外野手）。右投右打。

## 経歴
天理高時代は、2年次に夏の甲子園に出場した。3年次は奈良県予選で敗退した。
1989年のプロ野球ドラフト会議で近鉄バファローズから4位指名を受け入団。契約金は3800万円、推定年俸は400万円。背番号は39。

### 近鉄時代
プロ1年目の1990年から一軍初出場を果たし、その後は右の代打として徐々に出場機会を増やし、まれにスタメン出場もしていた。
1996年には日本タイ記録となる代打3打席連続本塁打を記録するも、1997年には出場試合数が激減。同年オフに腰を手術し、暫くはリハビリ生活を送った。

### オリックス時代
1999年オフ、左キラーぶりを買われ金銭トレードでオリックス・ブルーウェーブに移籍。近鉄入団時にも監督だった仰木彬がラブコールを送っていた。
2001年10月10日、オリックスから戦力外通告を受けた。

### 中日時代
2001年オフにテスト入団で中日ドラゴンズに移籍。年俸は1,300万円で、背番号は56。
2002年は、3月10日の千葉ロッテマリーンズ戦、翌11日の横浜ベイスターズ戦（いずれもオープン戦）で2試合連続本塁打を打った。開幕一軍入りし、3月30日のヤクルトスワローズとの開幕戦（ナゴヤドーム）では8回に三塁打を放った。4月4日の読売ジャイアンツ戦（ナゴヤドーム）では左腕の高橋尚成の先発登板が予想されていたため移籍後初めてスタメン出場し、2本の適時打を打ち3打点を挙げた。オフに推定年俸1,200万円（100万円減）で契約を更改。
2003年10月5日、中日から戦力外通告を受けた。

### 西武時代
2003年オフにテスト入団で西武ライオンズに移籍。しかし、翌2004年は一軍出場がなく、9月30日に戦力外通告を受けた。同年限りで現役を引退した。

### 現役引退後
引退後は、実家が魚屋であったことなどが縁で水産物関係の会社に再就職し、会社員として生活していることを公表している。

## 人物
近鉄、オリックス時代は『左殺しの次郎』や『左殺しの藤立』と称された。
福岡ダイエーホークスの田之上慶三郎の全盛期はオリックスとの相性が非常によかったが、藤立だけは逆に田之上との相性がよかった。
近鉄入団当時、フジテレビの『プロ野球ニュース』で、同番組の取材を受けた際に「藤 立次郎」と姓名の区切りを誤ったテロップが表示されたことがある。
私生活では一児の父親。
個人応援歌は、近鉄時代は金村義明からの流用（藤立の退団後藤井彰人にさらに流用）、オリックス時代は新曲（退団後牧田勝吾に流用）だった。

## 詳細情報

### 年度別打撃成績
| 年 度      | 球 団      | 試 合 | 打 席 | 打 数 | 得 点 | 安 打 | 二 塁 打 | 三 塁 打 | 本 塁 打 | 塁 打 | 打 点 | 盗 塁 | 盗 塁 死 | 犠 打 | 犠 飛 | 四 球 | 敬 遠 | 死 球 | 三 振 | 併 殺 打 | 打 率 | 出 塁 率 | 長 打 率 | O P S |
| ---------- | ---------- | ----- | ----- | ----- | ----- | ----- | -------- | -------- | -------- | ----- | ----- | ----- | -------- | ----- | ----- | ----- | ----- | ----- | ----- | -------- | ----- | -------- | -------- | ----- |
| 1990       | 近鉄       | 2     | 3     | 3     | 1     | 0     | 0        | 0        | 0        | 0     | 0     | 0     | 0        | 0     | 0     | 0     | 0     | 0     | 0     | 0        | .000  | .000     | .000     | .000  |
| 1992       | 近鉄       | 71    | 136   | 121   | 16    | 34    | 8        | 1        | 3        | 53    | 10    | 2     | 2        | 6     | 0     | 8     | 0     | 1     | 25    | 1        | .281  | .331     | .438     | .769  |
| 1993       | 近鉄       | 19    | 44    | 41    | 6     | 14    | 3        | 1        | 3        | 28    | 6     | 2     | 0        | 2     | 0     | 1     | 0     | 0     | 8     | 1        | .341  | .357     | .683     | 1.040 |
| 1994       | 近鉄       | 48    | 87    | 76    | 15    | 18    | 1        | 0        | 6        | 37    | 15    | 0     | 1        | 0     | 4     | 7     | 0     | 0     | 20    | 2        | .237  | .287     | .487     | .774  |
| 1995       | 近鉄       | 60    | 142   | 125   | 11    | 29    | 4        | 1        | 2        | 41    | 7     | 0     | 1        | 3     | 2     | 12    | 0     | 0     | 30    | 3        | .232  | .295     | .328     | .623  |
| 1996       | 近鉄       | 47    | 104   | 94    | 16    | 29    | 5        | 2        | 9        | 65    | 21    | 1     | 1        | 3     | 1     | 6     | 0     | 0     | 27    | 1        | .309  | .347     | .691     | 1.038 |
| 1997       | 近鉄       | 13    | 19    | 16    | 1     | 4     | 1        | 0        | 0        | 5     | 2     | 0     | 0        | 0     | 0     | 3     | 0     | 0     | 4     | 0        | .250  | .368     | .313     | .681  |
| 1999       | 近鉄       | 9     | 21    | 17    | 1     | 3     | 1        | 0        | 1        | 7     | 2     | 0     | 0        | 1     | 0     | 3     | 0     | 0     | 3     | 3        | .176  | .300     | .412     | .712  |
| 2000       | オリックス | 71    | 123   | 109   | 7     | 29    | 7        | 0        | 3        | 45    | 23    | 0     | 1        | 0     | 1     | 13    | 0     | 0     | 24    | 4        | .266  | .341     | .413     | .754  |
| 2001       | オリックス | 54    | 84    | 70    | 4     | 16    | 0        | 1        | 2        | 24    | 16    | 0     | 0        | 0     | 1     | 13    | 1     | 0     | 13    | 9        | .229  | .345     | .343     | .688  |
| 2002       | 中日       | 36    | 59    | 55    | 6     | 10    | 3        | 1        | 0        | 15    | 3     | 0     | 0        | 0     | 0     | 4     | 0     | 0     | 14    | 3        | .182  | .237     | .273     | .510  |
| 2003       | 中日       | 1     | 1     | 1     | 0     | 0     | 0        | 0        | 0        | 0     | 0     | 0     | 0        | 0     | 0     | 0     | 0     | 0     | 0     | 1        | .000  | .000     | .000     | .000  |
| 通算：12年 | 通算：12年 | 431   | 823   | 728   | 84    | 186   | 33       | 7        | 29       | 320   | 105   | 5     | 6        | 15    | 9     | 70    | 1     | 1     | 168   | 28       | .255  | .318     | .440     | .758  |

### 記録
- 初出場：1990年10月17日、対ロッテオリオンズ25回戦（藤井寺球場）、7回裏に鈴木貴久の代打で出場
- 初安打・初本塁打・初打点：1992年5月14日、対オリックス・ブルーウェーブ8回戦（グリーンスタジアム神戸）、5回表に星野伸之から先制決勝ソロ
- 代打3打席連続本塁打　※史上3人目（過去の達成者は1984年のマーシャル・ブラント、1989年の真弓明信、後に2011年のジョシュ・ホワイトセル）
  - 1996年9月11日、対福岡ダイエーホークス22回戦（北九州市民球場）、9回表に佐久本昌広からソロ
  - 1996年9月14日、対日本ハムファイターズ23回戦（藤井寺球場）、8回裏に下柳剛からソロ
  - 1996年9月17日、対千葉ロッテマリーンズ19回戦（藤井寺球場）、7回裏に河本育之から3ラン

### 背番号
- 39 （1990年 - 1999年）
- 00 （2000年 - 2001年）
- 56 （2002年 - 2003年）
- 40 （2004年）